# Liste des dirigeants actuels des régions portugaises
 (août 2023).
Cette page dresse la liste des dirigeants actuels des 7 régions du Portugal (dont les 2 régions insulaires autonomes, Açores et Madère). Ces dirigeants sont désignés par le gouvernement central du Portugal.
Les régions continentales, qui sont des régions de programme, sont dirigées par une CCDR (« Comissão de Coordenação e Desenvolvimento Regional », commission de coordination et de développement régional). Les deux régions insulaires, sont quant à elles des régions bénéficiant d'une réelle autonomie locale et de compétences propres ; elles disposent d'un gouvernement local dirigé par un président élu.

## Dirigeants des régions
| Région                  | Statut                        | Nom                          | Depuis (le)     |
| ----------------------- | ----------------------------- | ---------------------------- | --------------- |
| Açores                  | Représentant de la République | Pedro Catarino               | 11 avril 2011   |
| Açores                  | Président du Gouvernement     | Vasco Cordeiro               | 6 novembre 2012 |
| Alentejo                | Président de la CCDR          | Roberto Grilo                | 2015            |
| Algarve                 | Président de la CCDR          | Francisco Serra              | 2016            |
| Centre                  | Présidente de la CCDR         | Ana Abrunhosa                | Mai 2014        |
| Lisbonne-et-Val-de-Tage | Président de la CCDR          | João Manuel Pereira Teixeira | 28 mai 2014     |
| Madère                  | Représentant de la République | Irineu Cabral Barreto        | 11 avril 2011   |
| Madère                  | Président du Gouvernement     | Miguel Albuquerque           | 20 avril 2015   |
| Nord                    | Président de la CCDR          | Freire de Sousa              | 2016            |

## Maires des grandes villes
| Ville             | Nom                        | Depuis (le)     |
| ----------------- | -------------------------- | --------------- |
| Lisbonne          | António Costa              | 1er août 2007   |
| Porto             | Rui Moreira                | 22 octobre 2013 |
| Braga             | Ricardo Rio                | 21 octobre 2013 |
| Vila Nova de Gaia | Eduardo Vitor Rodrigues    | Octobre 2013    |
| Amadora           | Joaquim Raposo             | 2009/2010       |
| Coimbra           | João Paulo Barbosa de Melo | 2010/2011       |
| Setúbal           | Maria das Dores Meira      | 2006            |